# Fiifi Aidoo
Harold Aidoo, detto Fiifi (Accra, 5 aprile 1996), è un cestista ghanese con cittadinanza finlandese.